# ZEDE del Litoral
ZEDE del Litoral es una zona económica especial (ZEE) creada el 18 de abril de 2017 en Guayaquil, Ecuador. Esta zona tiene una extensión de 200 hectáreas ubicada dentro de la Escuela Superior Politécnica del Litoral en el campus Gustavo Galindo. Su presidente actual es el Ing. Sergio Flores Macías
En Ecuador, las Zonas Especiales de Desarrollo Económico son de tres tipos: industrial, logístico, y de transferencia y desagregación tecnológica. La ZEDE del Litoral tendrá los tipos Industrial, y de Transferencia y Desagregación Tecnológica.
Las Zonas Especiales de Desarrollo Económico (ZEDE) son una estrategia establecida por ley para estimular la innovación en la producción de bienes, servicios o procesos destinados principalmente a la exportación y a la sustitución de importaciones, mediante la instalación de nuevas empresas de base tecnológica. Las leyes establecen importantes ventajas para las empresas que se instalen en las ZEDE´s y favorecen una dinámica de colaboración entre el sector industrial y empresarial, y las universidades y los centros de investigación.

## Historia[3]
Para llegar a conformarse la ZEDE del Litoral, se dio un proceso largo desde hace unos 20 años. En 1996, se crea el Techno Parque como iniciativa de la Escuela Superior Politécnica del Litoral y el gobierno local. En el año 2000, líderes de la ciudad y ESPOL lanzan una nueva visión de desarrollo para la región, en el documento Guayas Siglo XXI. Para el año 2013, la ESPOL incluye en su plan estratégico la creación de una ZEDE en su campus como base para la academia y la economía regional. Para el año 2016, se crea la empresa administradora de la ZEDE y en el 2017, el Consejo Sectorial de la Producción autoriza el establecimiento de la ZEDE. La concesión que realiza ESPOL al administrador de la ZEDE dura 20 años que pueden ser renovables y en ese mismo año, la primera empresa, VIBAG, empieza sus labores de construcción de una planta de reactivos.